# Distretto Meridionale (Botswana)
Il distretto Meridionale (ufficialmente Southern District, in inglese) è uno dei nove distretti del Botswana. 	
Confina a nord con il distretto di Kweneng, a est con il distretto Sudorientale, a sud con la provincia sudafricana del Nordovest e a ovest con il distretto di Kgalagadi.
I principali centri abitati (in ordine decrescente di popolazione) sono:
- Kanye
- Moshupa
- Jwaneng
- Molapowabojang